# 柿田睦夫
柿田 睦夫（かきた むつお、1944年12月22日 - ） は、日本の宗教ジャーナリスト。

## 人物
高知県出身。京都民報社記者から「しんぶん赤旗」社会部記者へ。2010年2月をもって、しんぶん赤旗を退職。以後嘱託へ。
家族は妻、娘二人。
現在は高知県の実家で母、妻、次女と暮らす。
今でも公演活動を精力的にこなし、月の半分は東京で生活をしている。

## 主な著書
- (藤田文との共著) 『霊・超能力と自己啓発―手さぐりする青年たち』 （新日本新書）1991年　ISBN 4406019499
- 『統一協会―集団結婚]裏側』（かもがわブックレット）1992年 ISBN 4876990581
- 『現代こころ模様―エホバの証人、ヤマギシ会に見る』（新日本新書）1995年 ISBN 440602395X
- 『霊・因縁・たたり―これでもあなたは信じるか』（かもがわ出版）1995年 ISBN 4876992118
- 『自己啓発セミナー―「こころの商品化」の最前線』（新日本新書）1999年 ISBN 4406026517
- 『現代葬儀考―お葬式とお墓はだれのため? 』（新日本出版）2006年　ISBN 4406033181
- (北添 眞和との共著)『宗教のないお葬式―考え方・実例・手引』 文理閣　2010年
- 『悩み解決!これからの「お墓」選び』 新日本出版社　2013年
- 『創価学会の“変貌”』 新日本出版社　2018年